# N-Ethylperfluoroctansulfonamidoethanol
N-Ethylperfluoroctansulfonamidoethanol ist eine chemische Verbindung aus der Gruppe der Perfluoroctansulfonamide.

## Vorkommen
N-Ethylperfluoroctansulfonamidoethanol konnte in geringer Menge in Bodenproben aus China und den USA nachgewiesen werden.

## Gewinnung und Darstellung
Das mittels elektrochemischer Fluorierung erhaltene Perfluoroctansulfonylfluorid reagiert mit Ethylamin zu N-Ethylperfluoroctansulfonamid. Dieses reagiert schließlich mit 2-Bromethanol zu N-Ethylperfluoroctansulfonamidoethanol.

## Eigenschaften
N-Ethylperfluoroctansulfonamidoethanol ist ein weißer Feststoff, der löslich in DMSO ist. Im natürlichen Umfeld metabolisiert es zu Perfluoroctansulfonsäure.

## Verwendung
N-Ethylperfluoroctansulfonamidoethanol wurde als Ausgangsstoff für Imprägnierungsmittel verwendet.

## Regulierung
Da N-Ethylperfluoroctansulfonamidoethanol unter die Definition „Perfluoroctansulfonsäure und ihre Derivate (PFOS) C8F17SO2X (X = OH, Metallsalze (O−M+), Halogenide, Amide und andere Derivate einschließlich Polymere)“ fällt, unterliegt es in der EU (Verordnung (EU) 2019/1021) und in der Schweiz (Chemikalien-Risikoreduktions-Verordnung) einem weitreichenden Verbot.